# Dave Wohl
David Bruce « Dave » Wohl, né le 2 novembre 1949, dans le Queens, à New York, est un joueur et entraîneur américain de basket-ball. Il évolue durant sa carrière au poste de meneur.